# Macrotrachela brachysoma
Macrotrachela brachysoma är en hjuldjursart som beskrevs av Schulte 1954. Macrotrachela brachysoma ingår i släktet Macrotrachela och familjen Philodinidae. Inga underarter finns listade i Catalogue of Life.